# Museo de Arte Contemporáneo Julio Cortázar
El Museo de Arte Contemporáneo Julio Cortázar es un espacio cultural ubicado en la ciudad de Managua, Nicaragua. Está dedicado a la difusión y conservación del arte contemporáneo nacional e internacional. Fue inaugurado en 1987 y nombrado en homenaje al escritor argentino Julio Cortázar, en reconocimiento a su solidaridad con la Revolución Popular Sandinista y el pueblo nicaragüense.

## Historia
El museo fue fundado por el Instituto Nicaragüense de Cultura durante la etapa de reconstrucción cultural de los años 1980. Julio Cortázar, notable autor del "Boom latinoamericano", mostró un firme apoyo a las causas sociales en América Latina, especialmente en Nicaragua, motivo por el cual su nombre fue escogido para representar un espacio artístico progresista y comprometido

## Colección
El museo alberga obras de artistas nicaragüenses como Arnoldo Guillén, Roger Pérez de la Rocha, Manuel García Moia y Raúl Quintanilla, así como piezas internacionales en exposiciones temporales. Su acervo incluye pintura, escultura, instalaciones, fotografía y grabado, enfocados en temáticas sociales, identidad cultural y crítica política.

## Actividades
Además de su función expositiva, el museo realiza talleres de formación artística, foros, conversatorios y programas de extensión cultural. Ha sido sede de bienales, festivales y homenajes a artistas latinoamericanos comprometidos con las luchas sociales.

## Importancia
El Museo de Arte Contemporáneo Julio Cortázar representa un bastión de la expresión crítica y creativa en Nicaragua. A través de sus colecciones y actividades, fomenta el pensamiento reflexivo sobre la realidad social del país y promueve el diálogo entre generaciones de artistas.